# Teele Nts'onyana
Teele Nts'onyana (né le 22 juin 1970) est un footballeur lésothien.

## Référence
1. ↑  (en) « Fiche de Teele Nts'onyana », sur national-football-teams.com